# Patricia De Martelaere
Patricia De Martelaere (Zottegem, 16 april 1957 – Wezemaal, 4 maart 2009), voluit Patricia Marie Madeleine Godelieve De Martelaere, was een Belgische filosofe, hoogleraar, auteur en essayist.

## Loopbaan
De Martelaere studeerde wijsbegeerte aan de Katholieke Universiteit Leuven, waar zij in 1984 promoveerde tot doctor in de wijsbegeerte op een proefschrift over het scepticisme van David Hume. Zij doceerde als hoogleraar aan de KU Leuven, waar zij aan het Hoger Instituut voor Wijsbegeerte onder meer de vakken Hedendaagse Wijsbegeerte, Taalfilosofie en Taoïsme onderwees.
De Martelaere publiceerde onder meer over Hume, Schopenhauer, Nietzsche, Freud, Wittgenstein, Derrida, Lao Zi en Zhuang Zi. Zij was tot het academiejaar 2007/2008 ook verbonden aan de Katholieke Universiteit Brussel als hoogleraar. Op 29 januari 2009 werd tijdens de 20ste Dies Natalis van de Universiteit voor Humanistiek een eredoctoraat aan haar uitgereikt voor haar gehele werk. De Universiteit voor Humanistiek bevindt zich in Utrecht.
Zij overleed op 51-jarige leeftijd aan een hersentumor.

## Auteur
Naast haar wetenschappelijke activiteiten was De Martelaere bekend als auteur van romans en essays. Ze debuteerde reeds op veertienjarige leeftijd met een jeugdroman, Koning der Wildernis. Haar prozadebuut voor volwassenen, de novelle Nachtboek van een Slapeloze werd in België in 1988 onderscheiden met de Prijs voor het Beste Debuut. In 2005 werd haar roman  Het onverwachte antwoord  genomineerd voor zowel de AKO en Libris Literatuurprijs als De Gouden Uil. Het boek won bij de Gouden Uil de publieksprijs.
De Martelaere was terughoudend met publiciteit en wilde dat haar werk voor zichzelf zou spreken. Ze gaf zelden interviews, maar gaf de voorkeur aan het schrijven van essays en het geven van lezingen om haar ideeën over te brengen.

## Thematiek
Haar thematiek was het lucide observeren van de wereld van leven, dood en verandering vanuit een filosofische thematiek. Dit kwam zowel in haar wetenschappelijk als literair werk naar voren. Daarvoor waren metaforen weliswaar nodig. Zij beschreef in een interview deze werkwijze als het “plegen van plagiaat op de werkelijkheid”.

## Filosofische werken
- 1984 - Hume, de wetenschap en het gewone denken. - proefschrift.
- 1987 - Hume's "gematigd" scepticisme: futiel of fataal? - Paleis der Academiën, Brussel, 130 p. - proefschrift uitgegeven onder nieuwe titel.
- 1996 - De voorbeeldige schrijver - Tilburg University Press, 28 p.
- 1996 - (red.), Het dubieuze denken - Geschiedenis en vormen van wijsgerig scepticisme, Kok Agora/ Pelckmans, Kampen/Kapellen, 231 p.
- 1998 - Een koude kunst - Studium Generale Maastricht.
- 1998 - Passies. Tussen extase en discipline - (redactie + eigen bijdrage), uitgeverij Gooi en Sticht, Baarn.
- 1998 - Brussels lof - (eredoctoraat Cornelis Verhoeven), uitgeverij Damon.
- 1999 - Iets binnenin, Nijmegen University Press, Nijmegen, 1999,16 p.
- 2000 - Wereldvreemdheid, Essays - Meulenhoff, Amsterdam, 159 p : De Martelaere P., Iets binnenin, Nijmegen 1999.
- 2001 - David Hume - met W. Lemmens, Pelckmans, Kapellen, 192 p.
- 2001 - Wie is er bang voor de dood? - Valkhof Pers/Titus Brandsma Instituut, Nijmegen, 24 p.
- 2001 - Hume - (Monografieën), red. P. de Martelaere en W. Lemmens, Pelckmans/Agora, 192 p.
- 2002 - Wat blijft - Stichting Maand van de Filosofie, 61 p.
- 2004 - De uitgelezen Hume, Bloemlezing van teksten van Hume met inleiding en commentaar - (redactie, inleiding en toelichting), Lannoo/Tielt en Boom/Amsterdam, 392 p.
- 2006 - Taoïsme - De weg om niet te volgen - Ambo, Amsterdam, 175 p.
- 2007 - Wat blijft - Essay, Em.Querido's uitgeverij, Amsterdam-Antwerpen, 67 p.

## Literaire werken: fictie en essays
- 1971 - Koning der wildernis - jeugdboek, Gakko, 117 p.
- 1988 - Nachtboek van een slapeloze - De Clauwaert/ den Gulden Engel, 1988, 133 p. (Prijs voor het beste debuut); Querido, 2006
- 1989 - De schilder en zijn model - Meulenhoff, Amsterdam, 124 p.
- 1990 - Littekens - Meulenhoff/Kritak, Amsterdam/Leuven, 163 p.
- 1992 - De staart - Meulenhoff, Amsterdam, 140 p.
- 1993 - Een verlangen naar ontroostbaarheid, over leven, kunst en dood Essays - Meulenhoff, Amsterdam.
- 1997 - Verrassingen: Essays - Meulenhoff, Amsterdam, 189 p., Staatsprijs voor essay en kritiek.
- 2002 - Niets dat zegt - Poëzie, Meulenhoff.
- 2004 - Het onverwachte antwoord - Meulenhoff, Amsterdam, 2004, 256 p., 2007, 288 p., winnaar Gouden Uil 2005, nominatie voor de Ako en Libris Literatuurprijs.
- 2009 - Lieve God - co-auteur Jan Lauwereyns, inleiding tot de bijdragen onder de titel Lieve God, Dietsche Warande & Belfort nr.1 februari 2009 154e jaargang, p. 11;
- 2009 - Bestaat U?, bijdrage onder de titel Lieve God, Ibid., p. 12 - 17.

## Onderscheidingen
- Aanmoedigingsprijs provincie Brabant voor de novelle Geen schip aan de horizon, 1974
- Prijs voor het beste debuut voor Nachtboek van een slapeloze, 1988
- 1994 - Jan Greshoffprijs voor Een verlangen naar ontroostbaarheid, 1993
- 2000 - Vlaamse Cultuurprijs voor essay en kritiek (periode 1997-1999) voor Verrassingen, 1997
- 2005 - De Gouden Uil Literatuurprijs, Prijs van de Lezer, voor Het onverwachte antwoord, 2004
- 2009 - Eredoctoraat Universiteit voor Humanistiek in Utrecht
- 2009 - Beste tijdschriftartikel 2009 voor Bestaat U?, prijs georganiseerd door CelT vzw, koepelorganisatie van de Vlaamse Culturele en literaire Tijdschriften, in samenwerking met Knack.

## Nominaties
- NCR Literatuurprijs voor Nachtboek van een slapeloze, 1988
- AKO Literatuurprijs voor Littekens, 1990
- 2005 - De Gouden Uil Literatuurprijs voor Het onverwachte antwoord, 2004
- 2005 - Libris Literatuur Prijs voor Het onverwachte antwoord, 2004
- 2005 - AKO Literatuurprijs voor Het onverwachte antwoord, 2004
- 2006 - Vijfjaarlijkse prijs voor proza van de Koninklijke Academie voor Nederlandse Taal- en Letterkunde voor Het onverwachte antwoord, 2004

- Bibsys: 90764940
- Bibliothèque nationale de France: cb12360053s (data)
- Digitale Bibliotheek voor de Nederlandse Letteren: mart003
- Gemeinsame Normdatei: 119304996
- International Standard Name Identifier: 0000 0000 6133 4937
- Library of Congress Control Number: n88003536
- Nederlandse Thesaurus van Auteursnamen: 071139907
- Système universitaire de documentation: 032602022
- Virtual International Authority File: 66542972
- WorldCat: E39PBJqKdJDhgfVFRdQyw8WkXd